# 수원 팔달산 토막 살인 사건
수원 팔달산 토막 살인 사건(水原八達山土幕殺人事件)은 경기도 수원시 팔달구 인근의 팔달산에서 장기 없는 토막시신이 발견되면서 알려진 사건이다. 주요 용의자는 박춘풍이다.
2014년 12월 4일, 경기 수원시 팔달산 등산로에서 비닐봉지에 든 장기 없는 토막시신이 발견됐다. 경찰은 수사 본부를 꾸리고 용의자와 시신의 다른 부분을 찾는데 주력하였다. 같은 달 10일, 국과수는 시신이 사춘기가 지난 혈액형 A형 여성의 시신으로 추정된다는 정밀부검 결과를 내놨지만, 피해자의 신원 등 용의자를 추정할만한 단서는 찾지 못했다. 11일, 경찰은 "토막 시신이 처음 발견된 팔달산 인근 지역을 수색하는 과정에서 비닐봉지를 추가로 발견했다"고 밝혔다.
13일에는 유력한 용의자 박춘풍의 신상이 공개되었으며, 14일 박춘풍은 구속되었다.